# El Tiyóu
El Tiyóu är en ort i Mexiko.   Den ligger i kommunen Tanlajás och delstaten San Luis Potosí, i den centrala delen av landet, 250 km norr om huvudstaden Mexico City. El Tiyóu ligger 107 meter över havet och antalet invånare är 194.
Terrängen runt El Tiyóu är platt åt nordost, men åt sydväst är den kuperad. Terrängen runt El Tiyóu sluttar norrut. Runt El Tiyóu är det ganska tätbefolkat, med 93 invånare per kvadratkilometer. Närmaste större samhälle är Tancanhuitz de Santos, 18,9 km sydväst om El Tiyóu. Trakten runt El Tiyóu består till största delen av jordbruksmark.